# 3フィート6インチ軌間

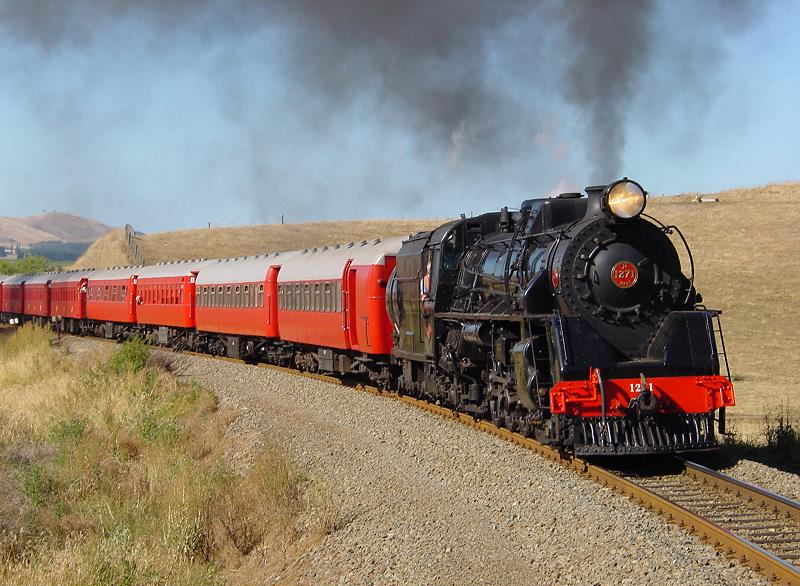
補機を伴ってニュージーランドのオパパ山を登るJA1271

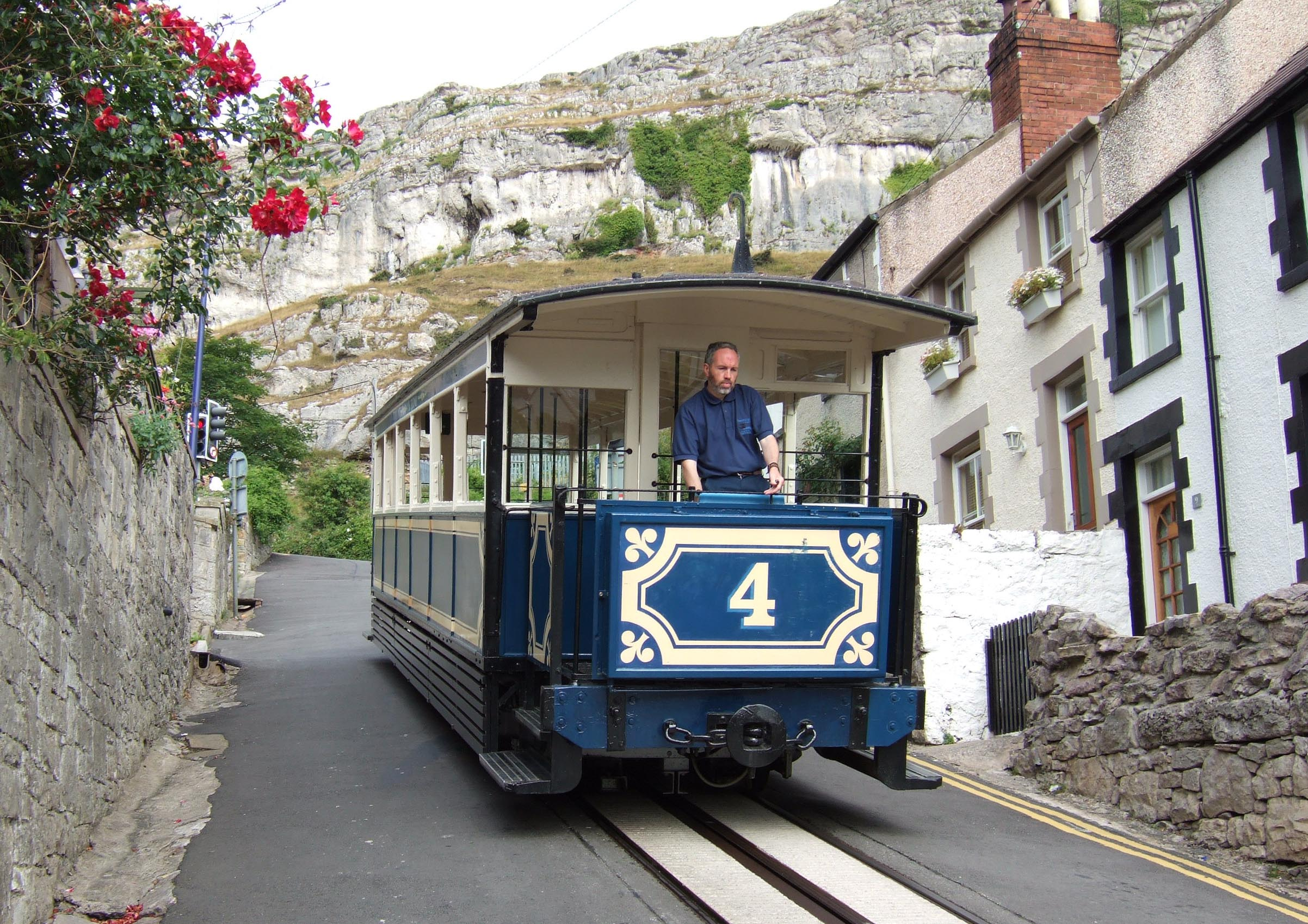
イギリス・ウェールズのグレートオームトラムウェイ

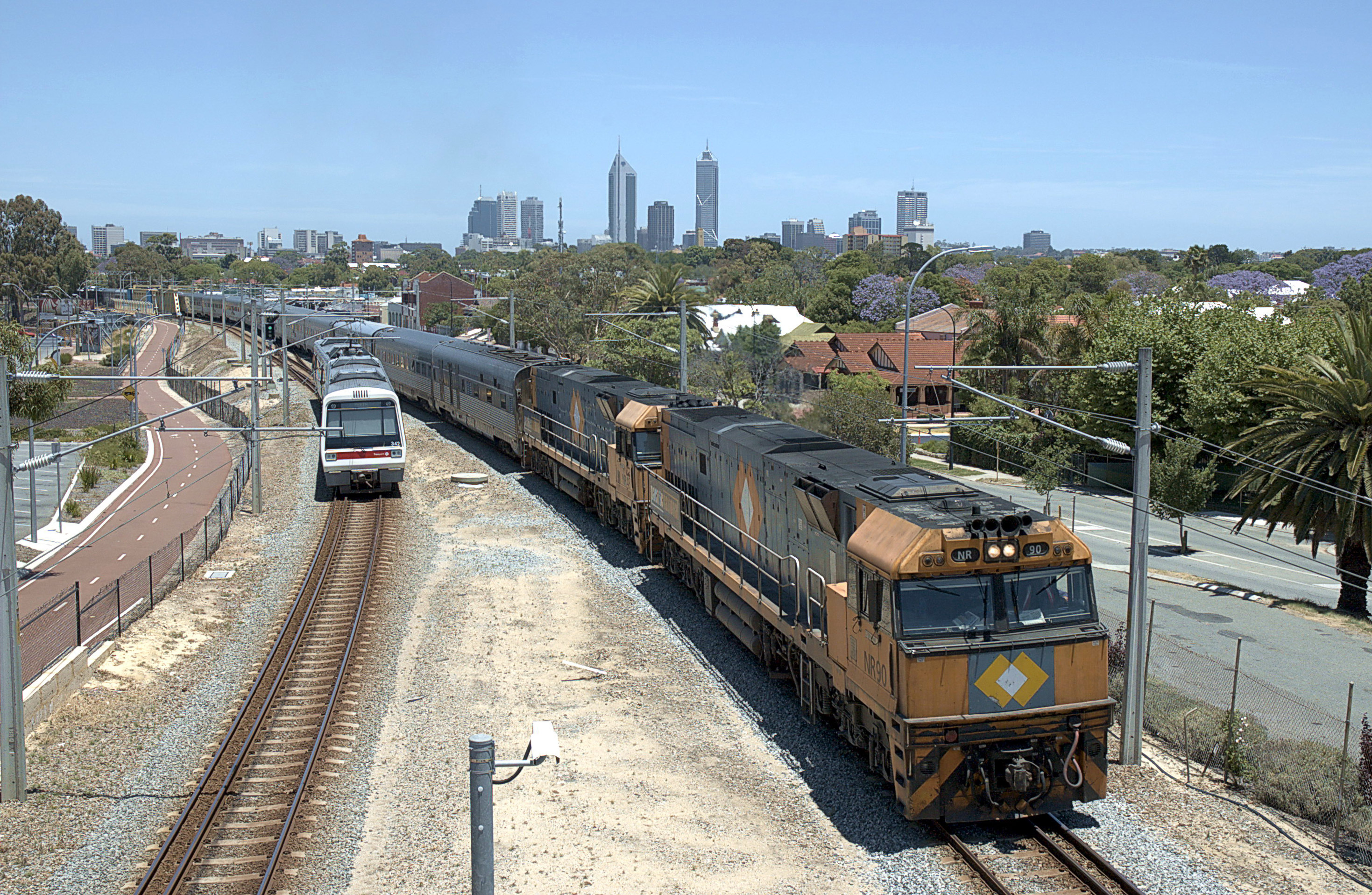
オーストラリア・西オーストラリア州パースにあるデュアルゲージ（標準軌との三線軌条）

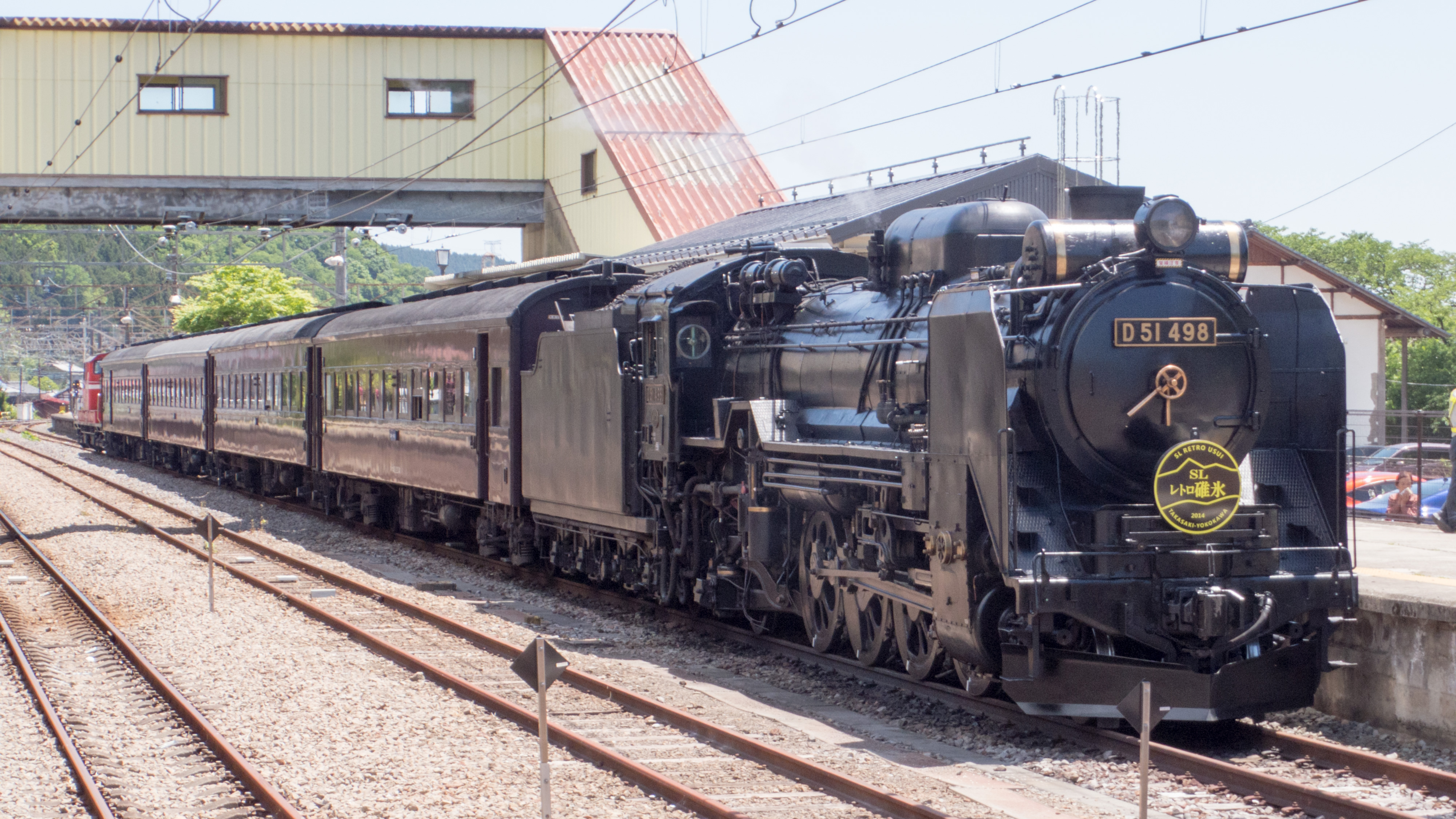
日本・群馬県の信越本線横川駅に停車中のD51形蒸気機関車（写真手前）とDD51形ディーゼル機関車（写真奥）

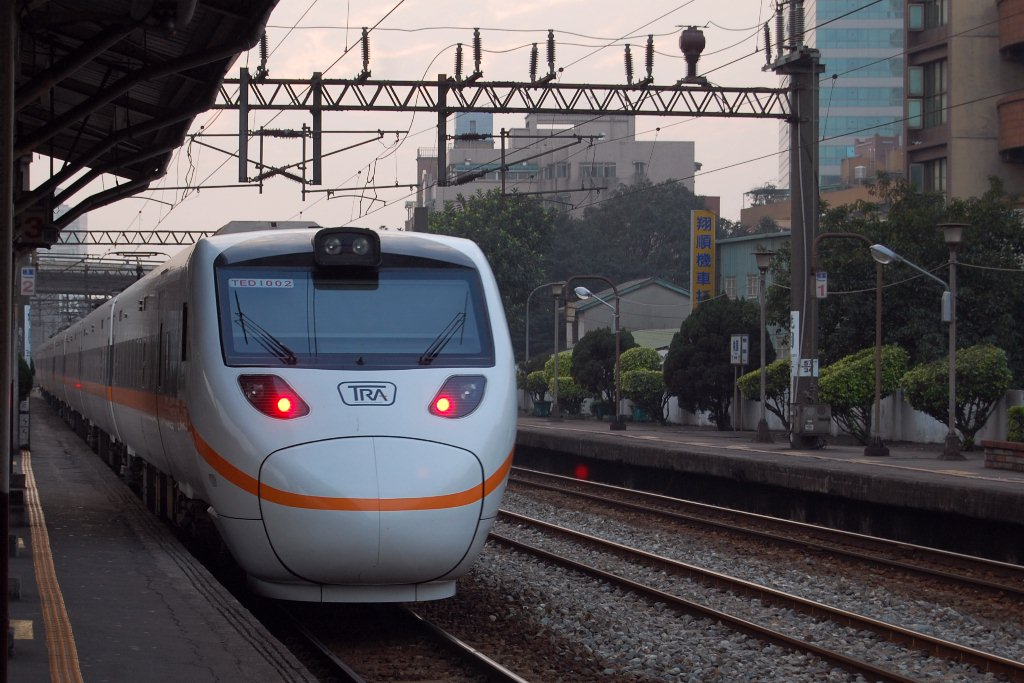
台湾・台鉄の特急太魯閣号

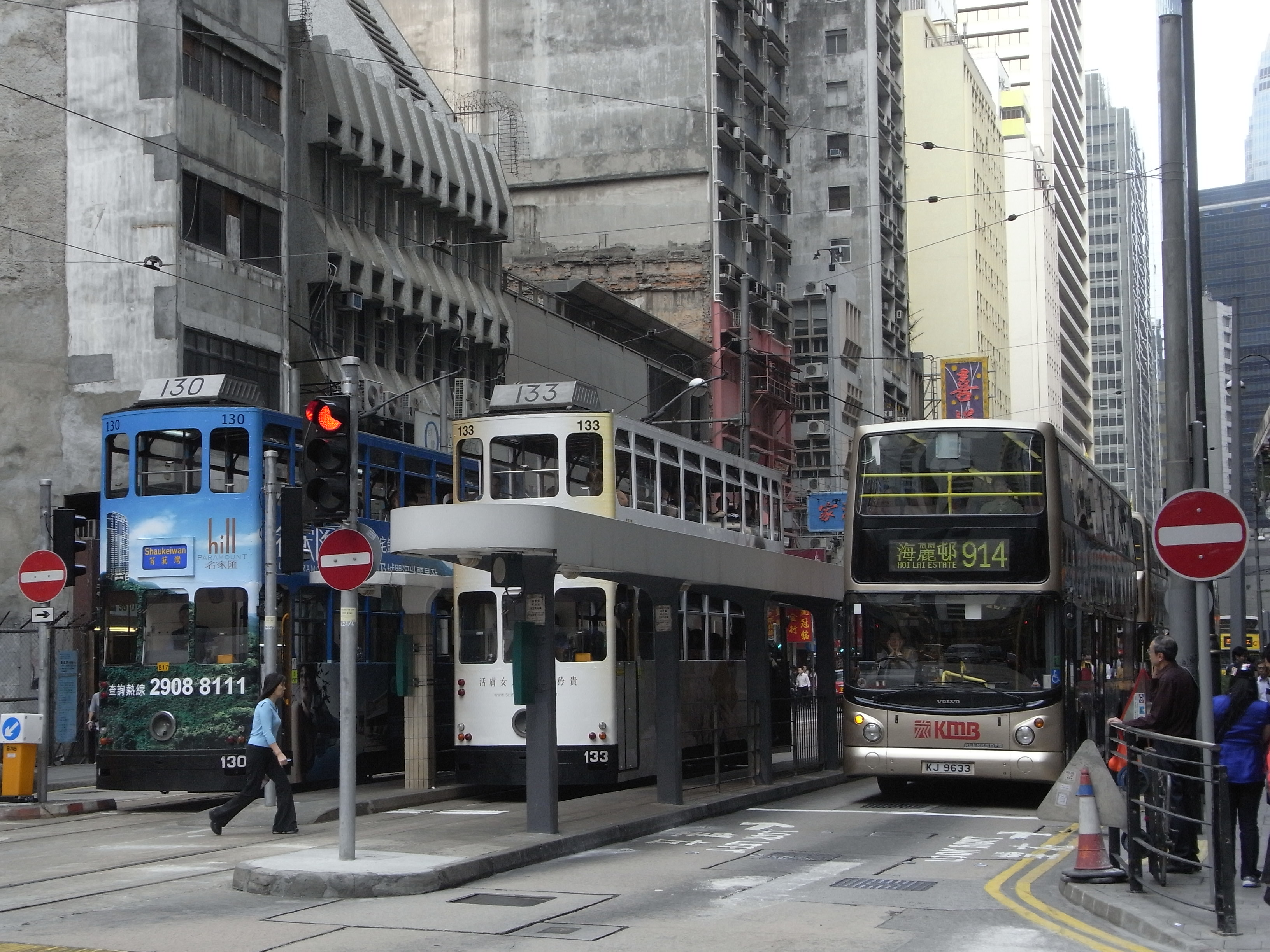
香港・香港トラム上環駅

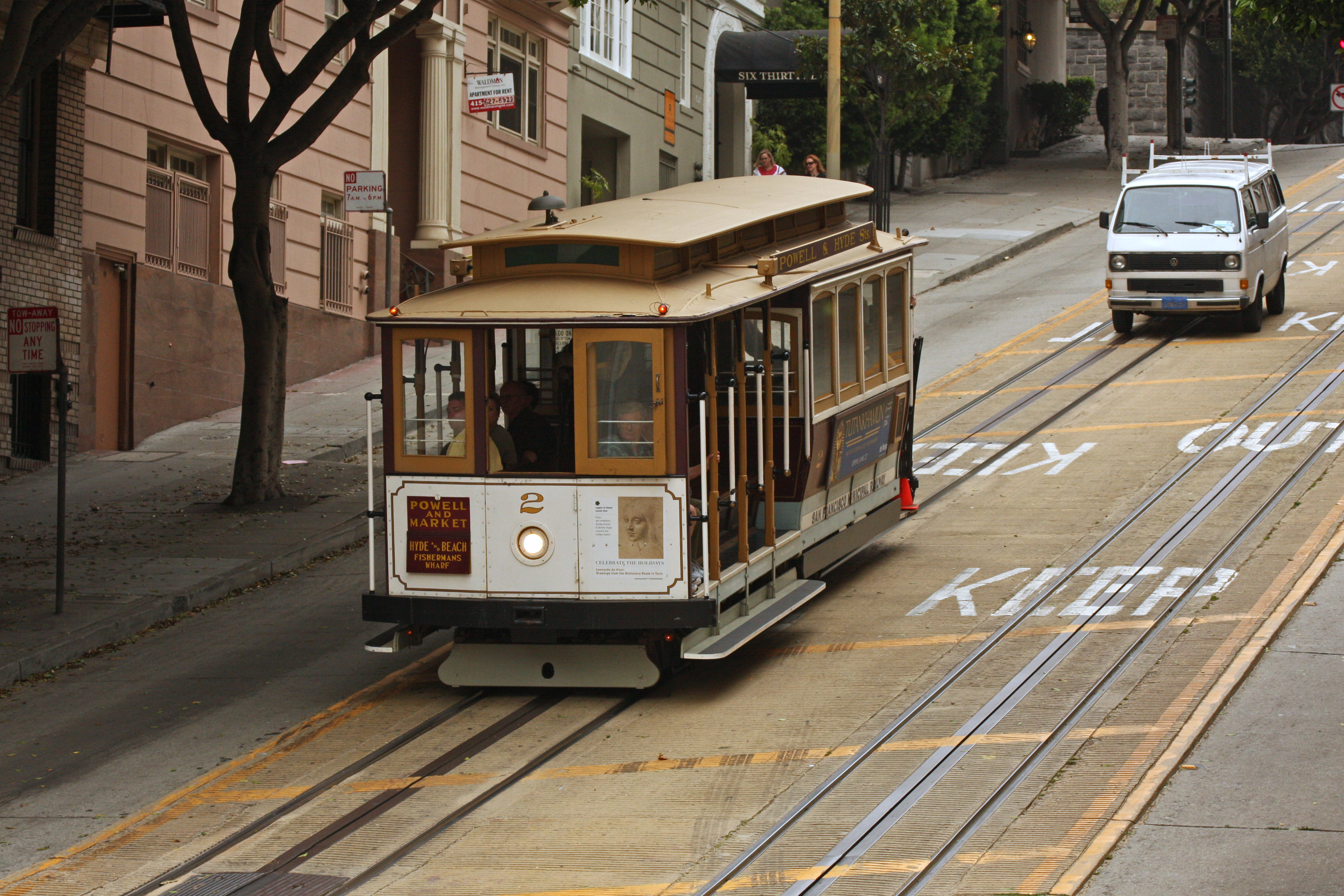
アメリカ・サンフランシスコ・ケーブルカー

3フィート6インチ軌間（以下、1067 mm軌間）は、狭軌の一種である。馬の動力によるワゴンウェイとして建設され、19世紀半ばから、イギリス帝国で1067 mm軌間の鉄道が広く建設された。ケープ軌間として知られ、日本と台湾では、標準の軌間として採用された。「3フィート6インチ」から三六軌間（さぶろくきかん）とも通称される。

## 歴史
1795年1067 mm軌間を採用した最初の鉄道の1つは、イングランドのリトル・イートン・ギャングウェイであり、1795年、馬の動力によるワゴンウェイとして建設された。イングランドとウェールズの他の1067 mm軌間の輸送車両も、19世紀初頭に建設された。
1809年シルクストーンワゴンウェイが開業し、バーンズリー運河とHuskar Pitを含む炭鉱とつながった。
1862年1862年、ノルウェーの技師であるカール・アブラハム・ピルは、ノルウェーのレーロース線において初めて1067 mm軌間の鉄道を建築した。
1865年1865年、クイーンズランド鉄道が建設された。アイルランドの技師であるアブラハム・フィッツギボンと顧問技師のチャールズ・フォックスが1067 mm軌間で建設することを推めた。
1867年1867年、スペインのカスティージョデブイトロン鉱山からウエルバのサンファンデルプエルト桟橋までの鉄道建設が始まった。その鉄道の軌間は1067 mmであった。
1868年1868年、チャールズ・ダグラス・フォックスは土木技師であるエドモンド・ラッジに、コスタリカにある1067 mm軌間の鉄道の調査を依頼した。
1871年1871年、カナダのトロント・グレイ・ブルース鉄道とトロント・ニピッシング鉄道が開通した。ピルとフィッツギボンが推進し、フォックスの技師としてラッジが調査した。
1872年1872年1月、ロバート・フランシス・フェアリーは、自書「Railways Or No Railways: Narrow Gauge, Economy with Efficiency v. Broad Gauge, Costliness with Extravagance」で、1067 mm軌間での鉄道の建設を提唱した。
1872年には、イギリスで土木技師のエドモンド・モレルが日本初の鉄道建設において、ニュージーランドでの鉄道建設の経験に基づいて1067 mm軌間で建設するように提唱し、その軌間で開業した。
1873年1873年1月1日、初めて、1067 mm軌間の鉄道がニュージーランドで開業した。この鉄道は、イギリスの会社であるジョン・ブログデン・アンド・サンズ（John Brogden and Sons）が建設した。それ以前に建設された標準軌と広軌の鉄道は1067 mmに改軌された。
また、1873年、ケープ植民地では、1067 mm軌間で鉄道が建設された。南ヨーロッパでの数件の調査が実施された後、ジョン・チャールズ・モルテノは急な山脈を横断するのに最も経済的に適したものとして1067 mm軌間を選択した。1873年より、コロニー・ウィリアム・ブロージャーの鉄道技術者の監督の下で、ケープ政府鉄道は、急速に延伸し、1067 mm軌間が南アフリカの標準の軌道となった。
1876年ナタル植民地は、1876年に植民地全域を横切るネットワークを建設を開始する前に、10 kmのダーバンネットワークの鉄道の軌間を1435 mmから1067 mmに改軌した。その他の南アフリカ、特にモザンビーク、ベチュアナランド、ローデシア、ニヤサランド、アンゴラの鉄道も、同時期に1067 mm軌間で建設されました。
1876年以降19世紀後半から20世紀初頭にかけて、イギリスとオランダにて、1067 mm軌間の路面電車が数多く敷設された。

## 各国の呼び名
スウェーデンでは、ブレーキンゲ県のほとんどの鉄道がこの軌間であったことから、ブレーキンゲ軌間と呼ばれている。
この軌間の別名であるケープ軌間は、1873年に採用された現在の南アフリカのケープ植民地にちなんで名付けられた。ケープ軌間（英: Cape Gauge）という用語は、オランダ語ではKaapspoor、ドイツ語ではKapspur、ノルウェー語ではkappspor、フランス語ではvoie capeなどの他の言語でも使用されている。1960年代のメートル法移行後、南アフリカ鉄道の軌間は、公式の出版物では、1067 mmではなく、1065 mmとしている。
ニュージーランドでは、コロニアル軌間（英: Colonial Gauge）という名が使用されていた。
オーストラリアでは、イギリス植民地時代の用語である3フィート6インチ軌間が使用されている。いくつかのオーストラリアの刊行物において、medium gaugeの用語も使用されている。オーストラリアは、1435 mmまたは1600 mmが標準の軌間であり、1067 mm軌間は、しばしば狭軌と呼ばれている。

## 類似の軌間
輪軸の調整が必要であるが、最小曲線半径と車両限界などの観点からは1067mmと同じぐらいである。
- 1100 mm（3フィート 7+5⁄16インチ）- サンタ・テレサ・トラムで使用されている
- 1093 mm（3フィート 7インチ）- ヒューピング - アッタースベルク - リッダーヒッタン鉄道で使用されていた
- 1055 mm（3フィート 5+1⁄2インチ）- アルジェリア国鉄（英語版）で使用されている
- 1050 mm（3フィート 5+11⁄32インチ）- ヒジャーズ鉄道で使用されていた
- 1000 mm（3フィート 3+3⁄8インチ）- メーターゲージ。主に東南アジアで使用されている

## 導入例
| 国/地域          | 鉄道 |
| ---------------- | --- |
| アンゴラ         | アンゴラの鉄道を参照。数路線の610 mmあるいは1000 mm軌間の鉄道が改軌された。 |
| オーストラリア   | 延長15160 km。ニューサウスウェールズ州の保存鉄道であるジグザク鉄道、クイーンズランド州の8313 km、南オーストラリア州のエアー半島鉄道およびピチピチ鉄道、タスマニア州の632 km、西オーストラリア州の北オーストラリア鉄道（廃止）                                                                                   |
| バルバドス       | バルバドス鉄道 (廃止)。762 mmから改軌 |
| ボツワナ         | ボツワナ鉄道。延長888 km。 |
| カナダ           | 西ニューブランズウィック鉄道（1880年代に改軌されるまで） ニューファンドランド鉄道（1988年廃止） プリンスエドワード鉄道（1930年に改軌されるまで。1989年に廃止） |
| 中国             | 南満洲鉄道 - 東清鉄道（軌間：1524 mm）の一部として建設され、日露戦争時、1067 mmに改軌された。日露戦争後、標準軌に改軌された |
| コンゴ民主共和国 | マタディ・キンシャサ鉄道 |
| コンゴ共和国     | コンゴ・オセアン鉄道、延長502 km (運行中） |
| コスタリカ       | →詳細は「 コスタリカの鉄道 」を参照 |
| エクアドル       | →詳細は「 エクアドルの鉄道 」を参照 |
| エストニア       | タリン市電 |
| ガーナ           | →詳細は「 ガーナの鉄道 」を参照 |
| ハイチ           | サンマルク線 (廃止) |
| ホンジュラス     | →詳細は「 ホンジュラスの鉄道 」を参照 |
| 香港             | 香港トラム |
| インドネシア     | 延長5961 km。インドネシアで最も一般的な軌間である。インドネシア初の鉄道は、標準軌（スマラン - ソロ - ジョグジャカルタ）で建設されたが、その後の鉄道は、経済的な理由により軌間1067 mmで建設された。残った標準軌の鉄道は、第二次世界大戦中に、日本軍によって1067 mmに改軌された。枕木は、標準軌のものを利用した。 |
| アイルランド     | →詳細は「 アイルランドの狭軌一覧 （ 英語版 ） 」を参照 |
| マン島           | →詳細は「 マン島の鉄道 」を参照 |
| 日本             | →詳細は「 日本の鉄道 」および「 狭軌 § 日本の三六軌間 」を参照 |
| ジャージー       | ジャージー鉄道 (廃止)。標準軌から改軌 |
| マラウイ         | マラウイ鉄道。延長：797 km |
| モザンビーク     | モザンビーク港湾鉄道。延長2983 km（運行中） |
| ナミビア         | トランスナミブ。延長2883 km（運行中）。一部、軌間600mmから改軌 |
| オランダ         | (すべて廃止) |
| ニュージーランド | 延長3900 km。1870年の公共事業法（the Public Works Act 1870）により1067 mm軌間がニュージーランドの鉄道の標準となった |
| ニカラグア       | →詳細は「 ニカラグアの鉄道 」を参照 |
| ナイジェリア     | ナイジェリア鉄道会社が運行中。延長3505 km。 |
| ノルウェー       | カール・アブラハム・ピルによって、レーロース線が、1862年6月23日に開業大部分の路線が19世紀中に1067 mm軌間で建設されたが、1904年から1949年にかけて改軌された。保存鉄道である全長約8 kmのSetesdal Lineのみ1067 mm軌間で残されている。                                                                              |
| パナマ           | Tramways of Panama (1913–1917)とPanama Electric Company (1917–1941). |
| フィリピン       | フィリピン国鉄が運行中。延長72 km。 |
| シエラレオネ     | →詳細は「 シエラレオネの交通 」を参照 |
| 南アフリカ共和国 | →詳細は「 南アフリカ共和国の鉄道 」を参照 |
| 南スーダン       | →詳細は「 南スーダンの鉄道 」を参照 |
| スペイン         | カルタヘナからロス・ブランコまでの路線は、もともと1067mm軌間で建設されたが、1976年にメーターゲージ に改軌された。同時に、ロス・ニエトスまで延伸された。 |
| スーダン         | 延長：4725 km |
| エスワティニ     | 19世紀までに、すべて廃止されたか、改軌された。 |
| 台湾             | 台湾鉄路管理局が運営する路線。 総延長1097 km |
| タンザニア       | タンザニア鉄道のみ1067 mm軌間である。他はメーターゲージ |
| トルコ           | Chemin de Fer Moudania Brousse |
| イギリス         | →詳細は「 イギリスの3フィート6インチ軌間の鉄道 （ 英語版 ） 」を参照 |
| アメリカ合衆国   | →詳細は「 アメリカ合衆国の3フィート6インチ軌間の鉄道 」を参照 |
| ベネズエラ       | →詳細は「 ベネズエラの鉄道 」を参照 |
| ザンビア         | →詳細は「 ザンビアの鉄道 」を参照 |
| ジンバブエ       | →詳細は「 ジンバブエの鉄道 」を参照 |

### 注記
1. ↑  1フィート (ft) = 304.8 mm,1インチ (in) =25.4 mm,3フィート6インチ=3×304.8＋6×25.4≒1067 mm